# ميريانا لوشيتش
ميريانا لوشيتش (بالكرواتية: Mirjana Lučić Baroni)‏ لاعبة تنس كرواتية بدأت الاحتراف في 1996 حصلت علي لقب بطولة بول للتنس في 1997 و1998 وبطولة كيبك سيتي 2014 وهي تمكنت من التغلب علي مونيكا سيلش والوضول نصصف نهائي ويمبليدون لكنها خسرت امام شتيفي غراف 1-2 وكذلك فازت علي المصنفة الثانية عالمميا في أمريكا المفتوحة وهي سيمونا هاليب رغم تأخرها في المجموعة الاولي 2-5 الي انها عادت لتفوز 7-6 6-2
وبعد 16 سنة من اخر تتويج في بول تمكنت من التتويج بكبيك سيتي علي حساب فينوس ويليامز 6-4 6-3
في 2015 كانت البداية متواضعة جدا الا انها في فرنسا (رولان جاروس) تاهلت الي الدور الثاني علي حساب لورين ديفيس ثم واجهت المصنفة الثالثة سيمونا هاليب وتغلبت عليها مره ثانية لكن هذه المرة بنتيجة 7-5 6-1

## وصلات خارجية
- ميريانا لوشيتش على موقع رابطة محترفات التنس (الإنجليزية)
- ميريانا لوشيتش على موقع الاتحاد الدولي لكرة المضرب (الإنجليزية)
- ميريانا لوشيتش على موقع كأس بيلي جين كينغ (الإنجليزية)
- ميريانا لوشيتش على موقع خلاصة التنس.كوم (الإنجليزية)

- Mirjana Lučić-Baroni في موقع الاتحاد الدولي لكرة المضرب
- ميريانا لوشيتش  على فيسبوك.